# One-Ton-Cup

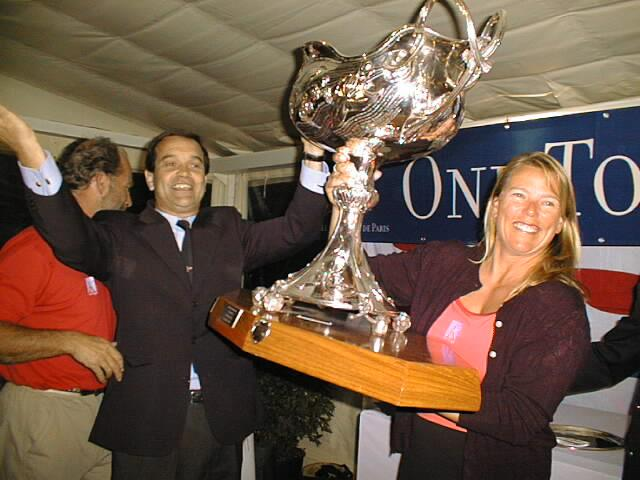
One-Ton-Cup 2002, Saint-Tropez

Der One-Ton-Cup oder Eintonner-Pokal ist ein Segelregatta-Pokal, der erstmals 1898 vom französischen Yachtclub Cercle de la Voile de Paris gestiftet wurde und auf der Seine vor Meulan in Frankreich ausgesegelt wurde. Der offizielle Name lautet La Coupe Internationale du Cercle de la Voile de Paris.

## Der Eintonner-Pokal
Der Eintonner-Pokal selbst ist im Jugendstil gestaltet, die Seerosenblätter und gewundenen Linien kennzeichnen den Kunststil des ausgehenden 19. Jahrhunderts. Der ursprüngliche Name lautet „Coupe internationale du Cercle de la Voile de Paris“. Der Pokal-Entwurf stammt von dem Juwelier Robert Linzeler aus dem Jahr 1897 und wurde 1898 von Bratiau hergestellt. Der Pokal besteht aus getriebenem massivem Silber und wiegt 10 kg. Er ist auf einem Sockel aus Ebenholz montiert. Sein Inhalt fasst 30 Flaschen Sekt. Der Pokal ist 58 cm breit (mit den Handgriffen insgesamt 81 cm) und 57 cm hoch.

## Geschichte des Pokals
Herr Mantois, Vizepräsident des Cercle de la Voile de Paris (CVP), kündigte am 11. Oktober 1898 die Stiftung des Internationalen One-Ton-Pokals an. Es musste auf der Seine in Meulan, der Heimat des CVP oder in Cowes gesegelt werden, wenn der Pokal im Besitz eines Ausländers wäre. Die Yachten durften gemäß der Godinet-Formel von 1892 eine Tonnagebeschränkung von höchstens einer Tonne haben.

### Die Zeit der Godinet- und Méran-Formel

Scotia 1, Herausforderer des 1900 One Ton Cup, entworfen von Linton Hope

Der auch kurz One-Ton-Cup bezeichnete Pokal bekam seine Kurzbezeichnung von der Bootsklasse, für die er gestiftet wurde, den Yachten, die nach der damals gültigen Godinet-Rennformel eine Tonne vermaßen, d. h. eine Tonne Kielgewicht hatten.
Diese Eintonner waren Jollen mit einer Größe von 6 bis 7 Metern Länge. Diese Yachten waren auch bei den Segelwettbewerben der Olympischen Sommerspiele von 1900 in der Klasse von 0,5 bis 1 Tonnen vertreten.
Der erste Pokalwettbewerb fand ab dem 2. Mai 1899 in Meulan statt. Der englische Konkurrent Vectis wurde von der französischen Yacht Bélouga geschlagen, die von Eugène Laverne während der drei Runden gesteuert wurde. Bélouga hatte den Vorteil, die Besonderheiten der Seine genau zu kennen. Sie war eine von neun französischen Eintonnern, die speziell für diese Veranstaltung gebaut worden waren.
Im Jahr 1900 wurde Scotia 1, entworfen von Linton Hope, von Sidi-Fekkar geschlagen. Sidi-Fekkar gewann den Pokal am Ende der entscheidenden fünften Runde. Aber Scotia 1 gewann die Goldmedaille bei den Olympischen Spielen.
Scotia 2 vom Sea View Yacht-Club gewann 1901 den Pokal in England. Einer der Gründe für das Scheitern Frankreichs war die Umstellung in diesem Jahr von der Godinet-Formel von 1892 auf die Méran-Formel. Der Eintonner Sidi-Fekkar wog nach dieser Regel von 1901 fast zwei Tonnen und musste geändert werden. Sequana die 1901 von der CVP gewählte Verteidigeryacht, die von Eugène Laverne gesteuert wurde, musste sich ebenso geschlagen geben wie die italienische Yacht Dai-Dai.
1902 gewann Scotia III in drei Runden gegen August, gesteuert von Valton, Mitglied der CVP. Frankreich gewann den Pokal 1903 mit Chocolat nach dem Entwurf von Auguste Godinet nach der alten Formel von 1892.
Im Jahr 1906, nach zwei Jahren ohne Herausforderung, gewann Feu Follet mit Louis Potheau vom CVP vor dem Norddeutschen Regatta Verein aus Hamburg.

### Die Zeit der internationalen 6-Meter-Klasse

6mR-Klasse, 1919

Der Cercle de la voile de Paris (CVP) beschloss 1907, den One-Ton-Cup mit der Bootsklasse der internationalen 6-Meter-Yachten (6mR) ausrichten zu lassen, da sie ungefähr den Vorschriften der inzwischen überholten Eintonner entsprachen. Für diese wurde der Pokal neu gestiftet.
Die neue Vermessungsregel war von den Vertretern der europäischen Seebehörden während des Londoner Kongresses 1906 ratifiziert worden. Danach waren es keine 6- bis 7-Meter-Jollen mehr, sondern Kielboote von ungefähr elf Metern Rumpflänge, die sich nun in den Regatten messen sollten. Der Pokal behielt seinen Namen One-Tonners Cup oder One-Ton-Cup.
Die Yacht Onkel Adolf aus Deutschland gewann 1907 den ersten Pokal mit Booten der 6mR-Klasse. Von 1906 bis 1910 gewannen viele deutsche Yachten den One-Ton-Cup. In den Jahren 1908 bis 1910 wurde er vor Kiel ausgesegelt.
Im Jahr 1913 gewann die 6mR-Yacht Cremona vom Royal Thames Yacht Club den letzten Pokal vor dem Ersten Weltkrieg.
Nach einer Zwischenzeit von vier Cups, die in der 6,50-Meter-Klasse ausgetragen wurden, beschloss der CVP auf Wunsch der britischen Herausforderer im Jahr 1923 zur Bootsklasse der internationalen 6mR-Klasse zurückzukehren.

### Die Zeit der 6,50-Meter-Klasse

6,50-Meter-Klasse, One-Ton-Cup von 1920–1923

Von 1920 bis 1923 wurden auf Wunsch des CVP vier Pokale in der 6,50-Meter-Klasse ausgetragen. Die 6,50 m der französischen Formel, die als „Chemin de fer“-Formel bezeichnet wurde, war in Kontinentaleuropa ratifiziert. Die Boote konnten kostengünstig mit Flachwagen der Eisenbahn transportiert werden, das begünstigte die Anzahl der Herausforderer.
Die englische Verteidigerin Cordella von Francis Charles Morgan-Giles gewann den Pokal viermal.

### Die Zeit der RORC-Formel und der IOR-Formel
Der Pokal wurde seit 1924 wieder in der Meter-Bootsklasse der 6mR durchgeführt, ebenso nach dem Zweiten Weltkrieg nach 1945. Über die Jahre hin, insbesondere nach Ausscheiden der 6mR-Klasse aus dem olympischen Programm 1956, verloren die Eigner immer mehr ihr Interesse an der Klasse und damit auch an dem Eintonner-Pokal. Im Jahr 1962 (der 49. Austragung des Pokals) nahmen nur noch vier 6mR-Yachten bei den Regatten vor Palma teil.
Anfang der 1960er Jahre schlug Jean Peytel, Mitglied des Cercle de la Voile de Paris, vor, den CVP International Cup zu beleben, indem man nach der Vermessungsformel des RORC-Rating mit maximal 22-Fuß-Yachten segelte. Die Boote sollten One-Ton-Klasse getauft werden.
Das britische Segel-Magazin Yachting World dokumentierte die Aufregung, die dies unter Seglern verursachte: „Selten hat eine Trophäe so viel Interesse geweckt, bevor ein einziges Rennen gesegelt wurde“ im Januar 1965, und im September dieses Jahres schrieb das Magazin, „Handicaps sind weg und die Popularität der Serie hat alle Erwartungen übertroffen, selbst in diesem ersten Jahr.“
Der erste One-Ton-Cup nach der neuen RORC-Vermessungsformel wurde 1965 von vierzehn Yachten vor Le Havre gesegelt. Der Gewinner war die dänische Yacht Diana III. Die RORC-Rennformel, kombiniert mit einem Rennen auf offener See und zweier Küstenregatten, war so erfolgreich, dass Yachten speziell für diese Veranstaltung entwickelt wurden. Sie wurden als Eintonner bezeichnet, obwohl diese Bezeichnung keiner Regel dieser Zeit mehr entsprach.
Im Jahr 1971 trat die IOR-Formel (International Offshore Rule), eine internationale Ausgleichsformel für seegehende Yachten in Kraft, die aus der Fusion der RORC-Formel mit der amerikanischen CCA-Formel (Cruising Club of America) resultierte. Sie entstand aus den englischen RORC und den amerikanischen CCA-Formeln. Sie wurde für Hochseerennyachten genutzt. Die Eintonner wechselten so Größe IOR 27,5 Fuß.
Im November 1983 beschloss der Offshore Racing Council (ORC), 2005 in Offshore Racing Congress umbenannt, die IOR-Regel der Eintonner auf IOR 30,5 Fuß zu erhöhen, die kleinste Größe für Yachten, die für den Admiral’s Cup zugelassen wurden. An dem ersten One-Ton-Cup nach dieser Regel nahmen 1984 insgesamt 24 Yachten teil. Philippe Briand, Architekt und Skipper der Passion 2 gewann vor La Rochelle, Frankreich.

### Die Zeit der IC 45
Nach 1994 wurde die IOR-Formel nicht mehr angewendet und der One-Ton-Cup pausierte bis 1999, um einen Neuanfang mit IC 45 Klasse als Einheitsklasse zu beginnen, der bis 2002 dauerte. Der erste Pokal wurde von dem Franzosen Bertrand Pacé auf einer von Bruce Farr entworfenen Farr 45 gewonnen.

### Die Zeit der Fast 40+
Im Jahr 2016 reaktivierte man in Cowes den One-Ton-Cup mit der Bootsklasse Fast 40+ erneut als Einheitsklasse.

## Austragungsmodus des Eintonner-Pokals
Der One-Ton-Cup wird in einer Regattaserie von vier Wettfahrten ausgesegelt:
- eine Hochseeregatta von 200 bis 300 Seemeilen
- eine Seeregatta von rund 150 Seemeilen
- zwei Regatten in Küstennahe von 30 bis 50 Seemeilen als Dreieckswettfahrten.

Der Gewinner des Eintonner-Pokals verteidigt den Pokal in heimischen Gewässern.
Seit 1999 wird der One-Ton-Cup mit Yachten der Klasse IC 45 gesegelt.
Die Regattakurse sind reine Up-and-Down-Kurse.

## Siegerliste One-Ton-Cup
| Jahr und Ort            | Yacht           | Nation                 | Bootsklasse             | Skipper                                 | Konstrukteur                 |
| ----------------------- | --------------- | ---------------------- | ----------------------- | --------------------------------------- | ---------------------------- |
| 1899 Meulan             | Bélouga         | Frankreich             | 1-Tonner Godinet Formel | Eugène Laverne                          | Alphonse Tellier             |
| 1900 Meulan             | Sidi-Fekkar     | Frankreich             | 1-Tonner Godinet Formel | Eugène Laverne                          | Eugène Laverne               |
| 1901 Meulan             | Scotia 2        | Vereinigtes Königreich | 1-Tonner Méran Formel   | Sea View YC                             | Linton Hope                  |
| 1902 Cowes              | Scotia III      | Vereinigtes Königreich | 1-Tonner Méran Formel   | Sea View YC                             | Linton Hope                  |
| 1903 Cowes              | Chocolat        | Frankreich             | 1-Tonner Méran Formel   | Valton                                  | Auguste Godinet              |
| 1906 Meulan             | Feu Follet      | Frankreich             | 1-Tonner Méran Formel   | Louis Potheau                           | Pierre Arbaut                |
| 1907 Meulan             | Onkel Adolf     | Deutsches Reich        | 6mR                     | Fritz Kirsten                           | Wilhelm von Hacht            |
| 1908 Kiel               | Windspiel XI    | Deutsches Reich        | 6mR                     | Fritz Kirsten                           | Wilhelm von Hacht            |
| 1909 Kiel               | Windspiel XI    | Deutsches Reich        | 6mR                     | Fritz Kirsten                           | Wilhelm von Hacht            |
| 1910 Kiel               | Agnes II        | Schweden               | 6mR                     |                                         | C. O. Liljegren              |
| 1911 Göteborg           | Windspiel XIV   | Deutsches Reich        | 6mR                     | Fritz Kirsten                           | Wilhelm von Hacht            |
| 1912 Kiel               | Bunty           | Vereinigtes Königreich | 6mR                     | E.G. Martin                             | G.U. Laws                    |
| 1913 Cowes              | Cremona         | Vereinigtes Königreich | 6mR                     | Royal Thames Yacht Club                 | Francis Charles Morgan-Giles |
| 1920 Cowes              | Cordella        | Vereinigtes Königreich | 6,5-Meter               |                                         | Francis Charles Morgan-Giles |
| 1921 Ryde               | Cordella        | Vereinigtes Königreich | 6,5-Meter               |                                         | Francis Charles Morgan-Giles |
| 1922 Ryde               | Cordella        | Vereinigtes Königreich | 6,5-Meter               | Morgan-Giles                            | Francis Charles Morgan-Giles |
| 1923 Ryde               | Cordella        | Vereinigtes Königreich | 6,5-Meter               |                                         | Francis Charles Morgan-Giles |
| 1924 Ryde               | Holland's Hope  | Niederlande            | 6mR                     |                                         | G. de Vries                  |
| 1925 Zuyderzée          | Princes Juliana | Niederlande            | 6mR                     |                                         | G. de Vries                  |
| 1926 Zuyderzée          | Zenith          | Vereinigtes Königreich | 6mR                     | J. Lauriston                            | William Fife III.            |
| 1927 Ryde               | Petite Aile II  | Frankreich             | 6mR                     | Virginie Hériot                         | Pierre Arbaut                |
| 1928 Meulan             | Yara III        | Frankreich             | 6mR                     | M. Conill                               | Joseph Guédon                |
| 1929 Deauville          | Bissbi II       | Schweden               | 6mR                     | S. Salen                                | Tore Holm                    |
| 1930 Sandhamn           | Bissbi II       | Schweden               | 6mR                     | S. Salen                                | Tore Holm                    |
| 1931 Sandhamn           | Bissbi IV       | Schweden               | 6mR                     | Tore Holm                               | Tore Holm                    |
| 1932 Sandhamn           | Abu             | Norwegen               | 6mR                     | Magnus Konow                            | Johan Anker                  |
| 1933 Hanko              | Varg V          | Norwegen               | 6mR                     | Magnus Konow                            | Bjarne Aas                   |
| 1934 Hanko              | White Lady      | Norwegen               | 6mR                     | Magnus Konow                            | Bjarne Aas                   |
| 1935 Hanko              | Ian III         | Schweden               | 6mR                     | B. Gedda                                | Tore Holm                    |
| 1936 Göteborg           | Tidsfördrif     | Schweden               | 6mR                     | Tore Holm                               | Tore Holm                    |
| 1937 Marstrand          | Tidsfördrif II  | Schweden               | 6mR                     | A. Schulz                               | Tore Holm                    |
| 1938 Göteborg           | Norna VI        | Norwegen               | 6mR                     | Olav V.                                 | Johan Anker                  |
| 1939 Hanko              | Noreg III       | Norwegen               | 6mR                     | Rolf Svinndal                           | Johan Anker                  |
| 1946 Hanko              | May Be VI       | Schweden               | 6mR                     | S. Salen                                | Tore Holm                    |
| 1947 Sandhamn           | May Be VI       | Schweden               | 6mR                     | Claes Henrik Nordenskiöld               | Tore Holm                    |
| 1948 Marstrand          | May Be VI       | Schweden               | 6mR                     | S. Salen                                | Tore Holm                    |
| 1949 Sandhamn           | Trickson VI     | Schweden               | 6mR                     | A. Laurin                               | A. Laurin                    |
| 1950 Sandhamn           | May Be VI       | Schweden               | 6mR                     | S. Salen                                | Tore Holm                    |
| 1951                    | Llanoria VI     | Vereinigte Staaten     | 6mR                     | Eric Ridder, Herman Whiton              | Sparkman & Stephens          |
| 1953 Newport            | Ylliam VIII     | Schweden               | 6mR                     | Louis Noverraz                          | Bjarne Aas                   |
| 1954 Genf               | Ylliam IX       | Schweiz                | 6mR                     | Louis Noverraz                          | Sparkman & Stephens          |
| 1955 Stockholm          | Ylliam IX       | Schweiz                | 6mR                     | Louis Noverraz                          | Sparkman & Stephens          |
| 1956 Cannes             | Ylliam IX       | Schweiz                | 6mR                     | Louis Noverraz                          | Sparkman & Stephens          |
| 1957 Hanko              | Llanoria        | Norwegen               | 6mR                     | Magnus Konow                            | Sparkman & Stephens          |
| 1958 Le Havre           | Royal Thames    | Vereinigtes Königreich | 6mR                     | R.S.G. Perry                            | David Boyd                   |
| 1959 Poole              | May Be VIII     | Schweden               | 6mR                     | Claes Henrik Nordenskiöld               | Tore Holm                    |
| 1960 Göteborg           | Elghi III       | Frankreich             | 6mR                     | Robert Meunier du Houssoy               | Tore Holm                    |
| 1961 Cannes             | Elghi III       | Frankreich             | 6mR                     | Robert Meunier du Houssoy               | Tore Holm                    |
| 1962 Palma              | Elghi III       | Frankreich             | 6mR                     | Robert Meunier du Houssoy               | Tore Holm                    |
| 1965 Le Havre           | Diana III       | Dänemark               | 22 Fuß RORC Formel      | Hans Albrecht                           | Sparkman & Stephens          |
| 1966 Kopenhagen         | Tina            | Vereinigte Staaten     | 22 Fuß RORC Formel      | Dick Carter                             | Dick Carter                  |
| 1967 Le Havre           | Optimist        | BR Deutschland         | 22 Fuß RORC Formel      | Hans Beilken                            | Dick Carter                  |
| 1968 Helgoland          | Optimist        | BR Deutschland         | 22 Fuß RORC Formel      | Hans Beilken                            | Dick Carter                  |
| 1969 Helgoland          | Rainbow II      | Neuseeland             | 22 Fuß RORC Formel      | Chris Bouzaid                           | Sparkman & Stephens          |
| 1971 Auckland           | Stormy Petrel   | Australien             | 27,5 Fuß IOR Formel     | Syd Fischer                             | Sparkman & Stephens          |
| 1972 Sydney             | Wai Aniwa       | Neuseeland             | 27,5 Fuß IOR Formel     | Chris Bouzaid                           | Dick Carter                  |
| 1973 Porto Cervo        | Ydra            | Italien                | 27,5 Fuß IOR Formel     | Agostino Straulino                      | Dick Carter                  |
| 1974 Torquay            | Gumboots        | Vereinigtes Königreich | 27,5 Fuß IOR Formel     | Jeremy Rogers                           | Doug Peterson                |
| 1975 Newport            | Pied Piper      | Vereinigte Staaten     | 27,5 Fuß IOR Formel     | Jennings                                | Doug Peterson                |
| 1976 Marseille          | Resolute Salmon | Vereinigte Staaten     | 27,5 Fuß IOR Formel     | Carlo Scognamiglio Pasini               | Britton Chance               |
| 1977 Auckland           | Red Lion        | Neuseeland             | 27,5 Fuß IOR Formel     | Stuart Brentnall                        | Bruce Farr                   |
| 1978 Glücksburg         | Tilsalg         | BR Deutschland         | 27,5 Fuß IOR Formel     | Klaus Lange                             | Ron Holland                  |
| 1979 Newport            | Pendragon       | Vereinigte Staaten     | 27,5 Fuß IOR Formel     | John MacLaurin                          | Laurie Davidson              |
| 1980 Neapel             | Filo da Torcere | Italien                | 27,5 Fuß IOR Formel     | Enrico Isenburg, Stefano Roberti        | Studio Andrea Vallicelli     |
| 1981 Crosshaven         | Justine III     | Irland                 | 27,5 Fuß. IOR Formel    | Harold Cudmore                          | Tony Castro                  |
| 1982 Brighton           | ausgefallen     | ausgefallen            | ausgefallen             |                                         |                              |
| 1983 Rio de Janeiro     | Linda           | Italien                | 27,5 Fuß IOR Formel     | Mauro Pelaschier                        | Sciomachen                   |
| 1984 La Trinité-sur-Mer | Passion         | Frankreich             | 30,5 Fuß IOR Formel     | Philippe Briand                         | Philippe Briand              |
| 1985 Poole              | Jade            | Vereinigtes Königreich | 30,5 Fuß IOR Formel     | Rodney Pattisson                        | Rob Humphreys                |
| 1986 Palma              | Andelsbanken    | Dänemark               | 30,5 Fuß IOR Formel     | Henrik Søderlund                        | Niels Jeppesen               |
| 1987 Kiel               | Fram X          | Norwegen               | 30,5 Fuß IOR Formel     | Olav V.                                 | Bruce Farr                   |
| 1988 San Francisco      | Propaganda      | Neuseeland             | 30,5 Fuß IOR Formel     | Richard Dodson                          | Bruce Farr                   |
| 1989 Neapel             | Brava           | Italien                | 30,5 Fuß IOR Formel     | Francesco de Angelis, Paul Cayard       | Bruce Farr                   |
| 1990 Marstrand          | Okyalos         | Griechenland           | 30,5 Fuß IOR Formel     | Yiannis Kostopoulos, George Ertsos      | Niels Jeppesen               |
| 1991 Newport            | Vibes           | Vereinigte Staaten     | 30,5 Fuß IOR Formel     | David H. Clarke                         | Bruce Farr                   |
| 1992 Kopenhagen         | Brava Q8        | Italien                | 30,5 Fuß IOR Formel     | Francesco de Angelis                    | Bruce Farr                   |
| 1993 Cagliari           | Pinta           | Deutschland            | 30,5 Fuß IOR Formel     | Wilhelm Gustav Illbruck, Russell Coutts | Judel-Vrolijk                |
| 1994 Marseille          | Pinta           | Deutschland            | 30,5 Fuß IOR Formel     | Wilhelm Gustav Illbruck, John Kostecki  | Judel-Vrolijk                |
| 1999 Puerto Portals     | K Yote          | Frankreich             | IC 45                   | Ortwin Kandler, Bertrand Pacé           | Bruce Farr                   |
| 2000 Marseille          | Cavale Bleu     | Frankreich             | IC 45                   | Michel Duquenne, Thierry Peponnet       | Bruce Farr                   |
| 2001 Pwllheli           | Atalanti        | Griechenland           | IC 45                   | Georges Andreadis                       | Bruce Farr                   |
| 2002 Saint-Tropez       | Faster K-Yote   | Frankreich             | IC 45                   | Dawn Riley, Alain Fedensieu             | Bruce Farr                   |
| 2016 Cowes              | Girls on Film   | Vereinigtes Königreich | Fast 40+                | Peter Morton                            | Shawn Carkeek                |
| 2017 Cowes              | Girls on Film   | Vereinigtes Königreich | Fast 40+                | Peter Morton                            | Shawn Carkeek                |
| 2018 Cowes              | Rán             | Schweden               | Fast 40+                | Niklas Zennstrom                        | Shawn Carkeek                |
| 2019 Le Havre           | Rán             | Schweden               | Fast 40+                | Niklas Zennstrom                        | Shawn Carkeek                |